# Palau Vell de Narbona

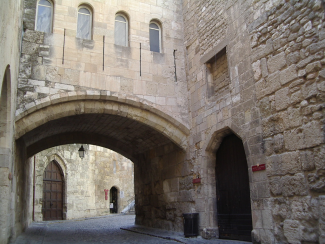
Arcada del palau Vell

El palau Vell de Narbona és part del palau dels arquebisbes. Està situat a la zona de la ciutat de Narbona coneguda per La Madeleine. Queda superat per l'antiga catedral dita de Teodard (arquebisbe del 885 al 893) i el campanar de la catedral actual. L'antiga catedral va ser desplaçada amb el temps i les estructures carolíngies foren substituïdes per construccions d'arquitectura romànica.
El palau va ser edificat al costat de la catedral de Teodard (abans església) i inicialment fou un conjunt de construccions modestes per esdevenir amb el temps un gran palau amb arquitectura romànica i renaixentista. La torre de la Magdalena fou una edificació de defensa construïda al segle xiii i que protegia la capella de Santa Magdalena, edificada per l'arquitecte Pere de Montbrun (1272-1286).
El palau el constitueixen dos cossos en angle recte amb la torre de la Magdalena al vèrtex. Aquests cossos tanquen un pati (el patí de la Magdalena) contra els edificis adossats a la catedral i el claustre, que són la torre de Teodard (el campanar d'època carolíngia), la capella de l'Anunciació i el Tinal (un antic celler dels canonges del segle XIV).